# Royal Historical Society
Royal Historical Society (Królewskie Towarzystwo Historyczne) – zostało założone w Anglii w 1868 roku, w epoce wiktoriańskiej.
Z czasem zaczęło współpracę z coraz większą liczbą uniwersytetów, archiwów i muzeów. Od 1890 roku podejmowało publiczne zadania, takie jak organizacja imprez krajowych oraz nadzór i koordynacja nauczania historii w szkołach i na uniwersytetach. Ponadto, ściśle współpracuje m.in. z Muzeum Brytyjskim i archiwami państwowymi.
W 1897 roku Royal Historical Society połączono z Camden Society. W Wielkiej Brytanii jego członkowie mogą umieścić po nazwisku litery FRHistS.